# 安來市
安来市（日语：／ Yasugi shi */?）是位於島根縣東部的市，與鳥取縣相鄰。轄區南部屬於中國山地，全市屬於發源自此的飯梨川和伯太川流域，河川下游形成的三角洲平原為此地形成了廣大的耕地。

## 人口
| 安來市人口分布圖 |                                               |  |
| 安來市與日本全國年齡別人口分布比較圖 （2005年資料） | 安來市的年齡、男女別人口分布圖 （2005年資料） |  |
| ■紫色是安來市 ■綠色是全国 | ■藍色是男性 ■紅色是女性                       |  |
| 安來市人口變化 \| 1970年 \| 48,382人 \| \| \| 1975年 \| 48,800人 \| \| \| 1980年 \| 49,321人 \| \| \| 1985年 \| 49,616人 \| \| \| 1990年 \| 48,492人 \| \| \| 1995年 \| 46,934人 \| \| \| 2000年 \| 45,255人 \| \| \| 2005年 \| 43,839人 \| \| \| 2010年 \| 41,836人 \| \| \| 2015年 \| 39,528人 \| \| \| 2020年 \| 37,062人 \| \| |                                               |  |
| 資料來源：日本總務省統計中心提供之人口普查數據 |                                               |  |
| 1970年 | 48,382人                                      |  |
| 1975年 | 48,800人                                      |  |
| 1980年 | 49,321人                                      |  |
| 1985年 | 49,616人                                      |  |
| 1990年 | 48,492人                                      |  |
| 1995年 | 46,934人                                      |  |
| 2000年 | 45,255人                                      |  |
| 2005年 | 43,839人                                      |  |
| 2010年 | 41,836人                                      |  |
| 2015年 | 39,528人                                      |  |
| 2020年 | 37,062人                                      |  |

## 歷史
由於安來擁有鐵砂礦，從很早就開始有吹踏鞴煉鐵的記錄，且在中海沿岸擁有天然的良港，因此成為過去出雲地區出海的港口，也是與朝鮮半島往來貿易的據點；戰國時代也因此成為尼子氏與毛利氏激烈搶奪的地區。
江戶時期開始因為鐵製品的轉運成為貿易城市，並在明治時代的1899年設立了日本第一個民間煉鋼公司「雲伯鐵鋼合資會社」。

### 年表
- 1889年4月1日：實施町村制，現在的轄區在當時分屬能義郡：安來町、廣瀨町、能義村、宇賀莊村、飯梨村、荒島村、赤江村、島田村、大塚村、比田村、山佐村、布部村、安田村、母里村、井尻村、赤屋村。
- 1951年4月1日：安來町、能義村和宇賀莊村合併為新設置的安來町。
- 1952年11月3日：安田村、母里村和井尻村合併為伯太村。
- 1954年4月1日：
  - 安來町、赤江村、荒島村、飯梨村、島田村、大塚村合併為安來市。
  - 赤屋村被併入伯太村。
- 1955年1月10日：廣瀨町、山佐村和比田村合併為新設置的廣瀨町。
- 1956年1月1日：伯太村改制為伯太町。
- 1957年4月1日：布部村的部分地區被併入廣瀨町。
- 1967年8月1日：布部村被併入廣瀨町。
- 2004年10月1日：廣瀨町、伯太町與安來市合併為新設置的安來市。

### 變遷表
| 1889年4月1日 | 1889年 - 1926年 | 1926年 - 1954年      | 1926年 - 1954年         | 1955年 - 1989年           | 1989年 - 現在        | 現在                 |
| ------------ | --------------- | -------------------- | ----------------------- | ------------------------- | -------------------- | -------------------- |
| 安來町       | 安來町          | 1951年4月1日 安來町  | 1954年4月1日 安來市     | 1954年4月1日 安來市       | 2004年10月1日 安來市 | 2004年10月1日 安來市 |
| 能義村       |                 | 1951年4月1日 安來町  | 1954年4月1日 安來市     | 1954年4月1日 安來市       | 2004年10月1日 安來市 | 2004年10月1日 安來市 |
| 宇賀莊村     |                 | 1951年4月1日 安來町  | 1954年4月1日 安來市     | 1954年4月1日 安來市       | 2004年10月1日 安來市 | 2004年10月1日 安來市 |
| 飯梨村       |                 |                      | 1954年4月1日 安來市     | 1954年4月1日 安來市       | 2004年10月1日 安來市 | 2004年10月1日 安來市 |
| 荒島村       |                 |                      | 1954年4月1日 安來市     | 1954年4月1日 安來市       | 2004年10月1日 安來市 | 2004年10月1日 安來市 |
| 赤江村       |                 |                      | 1954年4月1日 安來市     | 1954年4月1日 安來市       | 2004年10月1日 安來市 | 2004年10月1日 安來市 |
| 島田村       |                 |                      | 1954年4月1日 安來市     | 1954年4月1日 安來市       | 2004年10月1日 安來市 | 2004年10月1日 安來市 |
| 大塚村       |                 |                      | 1954年4月1日 安來市     | 1954年4月1日 安來市       | 2004年10月1日 安來市 | 2004年10月1日 安來市 |
| 廣瀨町       | 廣瀨町          | 廣瀨町               | 廣瀨町                  | 1955年1月10日 廣瀨町      | 2004年10月1日 安來市 | 2004年10月1日 安來市 |
| 比田村       |                 |                      |                         | 1955年1月10日 廣瀨町      | 2004年10月1日 安來市 | 2004年10月1日 安來市 |
| 山佐村       |                 |                      |                         | 1955年1月10日 廣瀨町      | 2004年10月1日 安來市 | 2004年10月1日 安來市 |
| 布部村       | 布部村          | 布部村               | 布部村                  | 1967年8月1日 併入廣瀨町。 | 2004年10月1日 安來市 | 2004年10月1日 安來市 |
| 安田村       | 安田村          | 1952年11月3日 伯太村 | 1952年11月3日 伯太村    | 伯太村                    | 2004年10月1日 安來市 | 2004年10月1日 安來市 |
| 母里村       |                 | 1952年11月3日 伯太村 | 1952年11月3日 伯太村    | 伯太村                    | 2004年10月1日 安來市 | 2004年10月1日 安來市 |
| 井尻村       |                 | 1952年11月3日 伯太村 | 1952年11月3日 伯太村    | 伯太村                    | 2004年10月1日 安來市 | 2004年10月1日 安來市 |
| 赤屋村       | 赤屋村          | 赤屋村               | 1954年4月1日 併入伯太村 | 伯太村                    | 2004年10月1日 安來市 | 2004年10月1日 安來市 |

## 交通

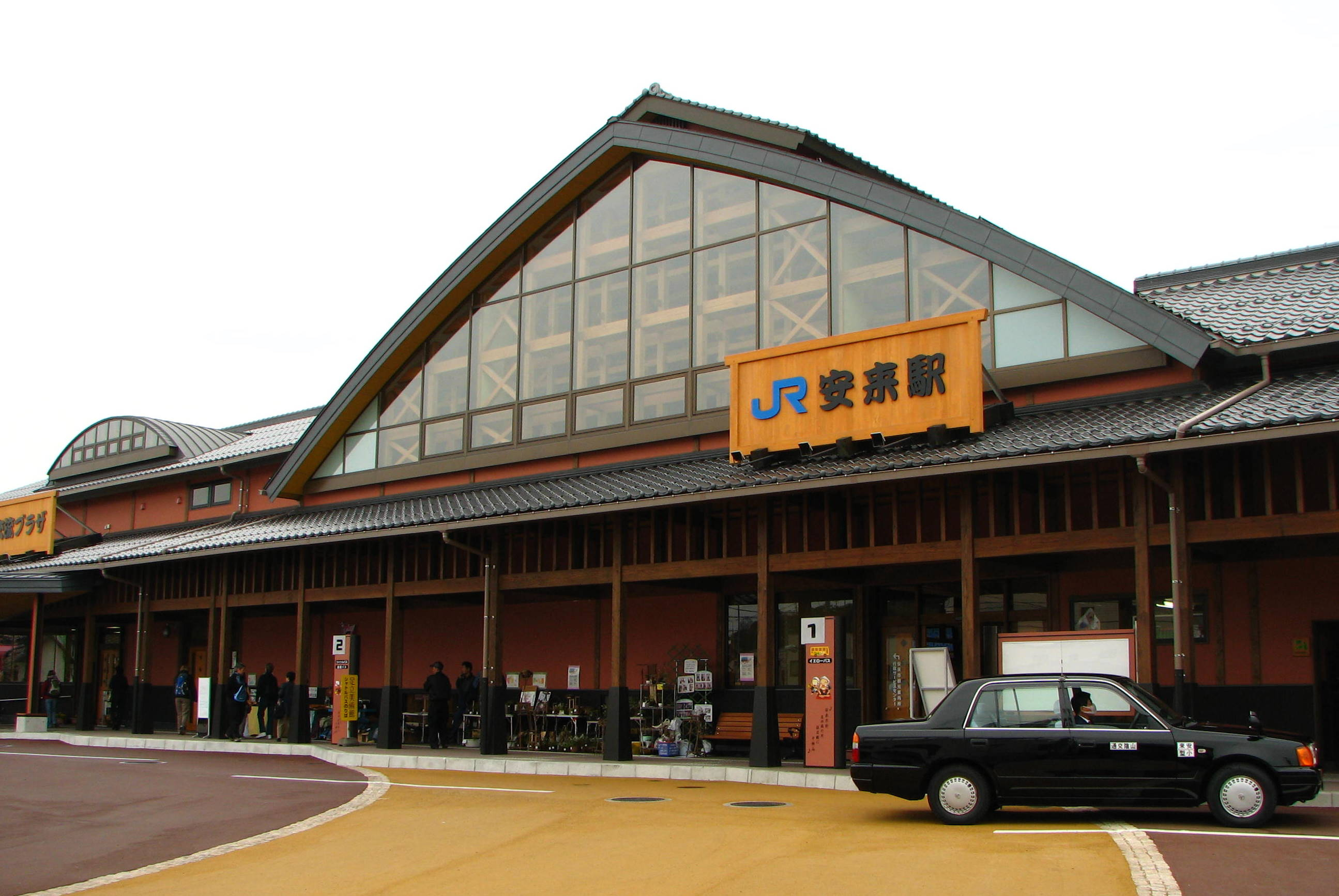
安來車站

### 鐵路
- 西日本旅客鐵道
  - 山陰本線：（←米子市） - 安來車站 - 荒島車站 - （松江市→）

### 道路
高速道路
- 山陰自動車道：安來交流道

國道
- 國道9號
- 國道432號

## 觀光資源

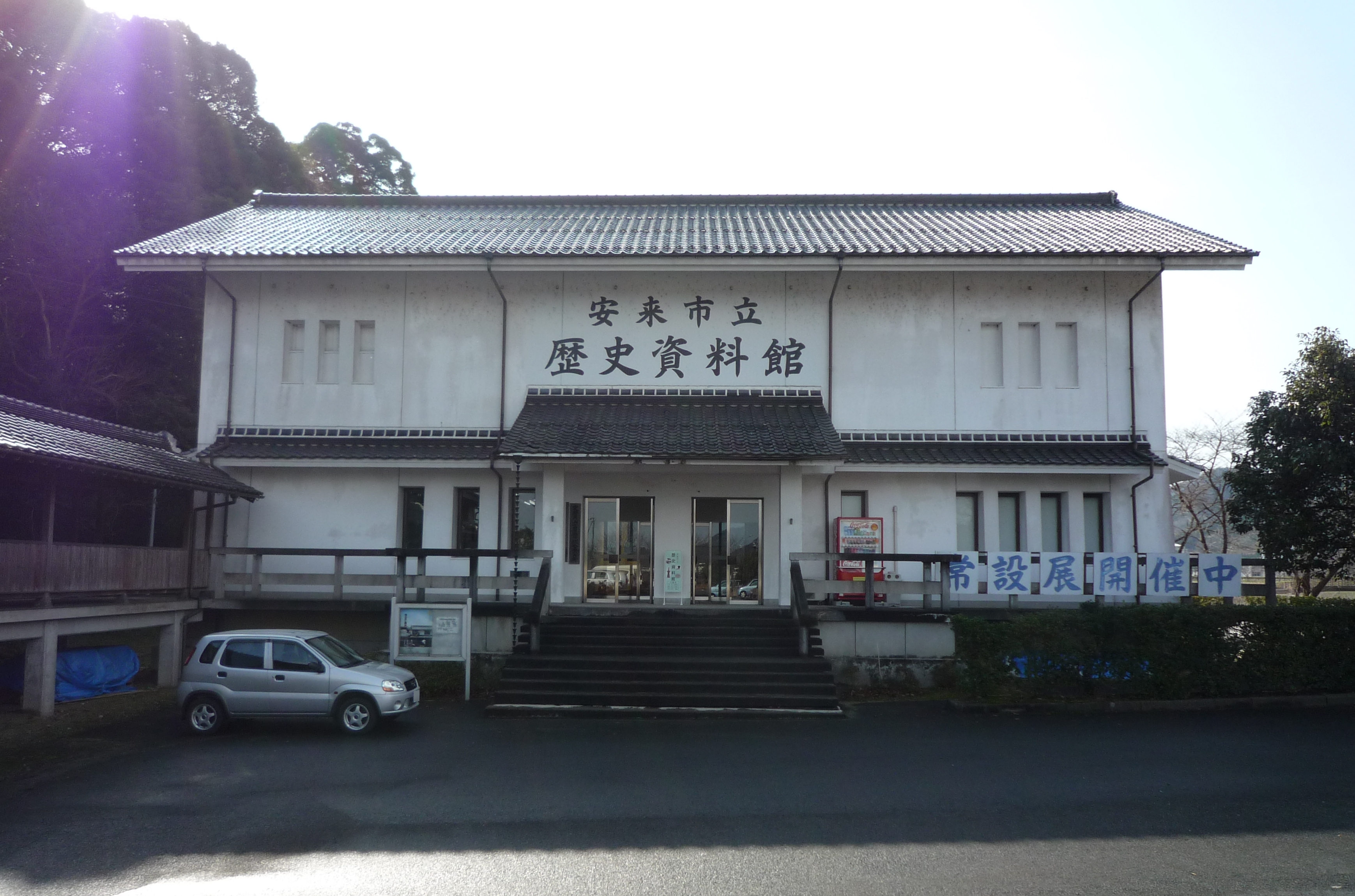
安來市立歷史資料館

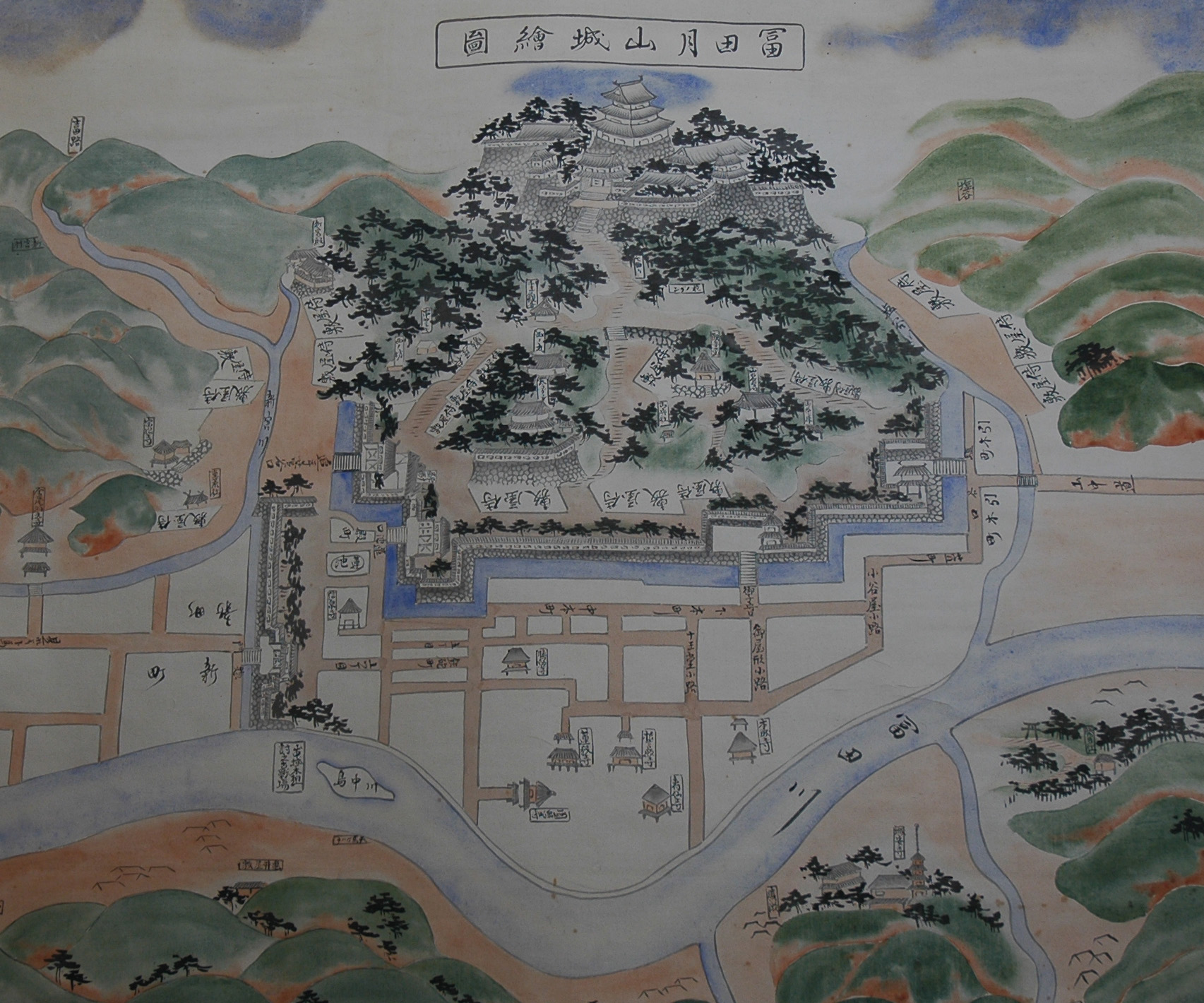
月山富田城手繪圖

### 景點
- 和鋼博物館
- 安來市立歷史資料館
- 鷺之湯溫泉
- 比田溫泉
- 廣瀨溫泉
- 比婆山久米神社（別名熊野神社）
- 磐船神社
- 十神山城
- 月山富田城

#### 祭典
- 月之輪神事
- 廣瀨祇園祭

## 教育

### 高等學校
- 島根縣立安來高等學校
- 島根縣立情報科學高等學校

## 姊妹、友好都市

### 海外
- 密陽市（大韓民國慶尚南道） : 兩市於1990年締結為姊妹都市。[2]

## 本地出身出身之名人
- 櫻內幸雄：前眾議院議員，曾任商工大臣、農林大臣、大藏大臣。
- 櫻內義雄：前眾議院議員，曾任眾議院議長、外務大臣、建設大臣、農林大臣。
- 櫻內乾雄：前中國電力會長
- 義原武敏：前職業棒球選手
- 小澤浩一：前職業棒球選手
- 山本一德：職業棒球投手
- 尼子経久：戰國大名
- 山中幸盛：尼子氏的家臣
- 河井寛次郎：陶藝家
- 米原雲海：彫刻家

## 外部連結
- （日語） 安來市觀光協會（页面存档备份，存于）
- （日語） 安來市商工會（页面存档备份，存于）
- （日語） 安來市文化協會（页面存档备份，存于）